# Nagroda im. Tadeusza Kotarbińskiego
Nagroda im. Tadeusza Kotarbińskiego – nagroda przyznawana przez Wydział I (Nauk Społecznych) Polskiej Akademii Nauk za najlepszą publikację filozoficzną w okresie dwóch lat poprzedzających przyznanie nagrody.

## Lista laureatów
- Jerzy Kmita, 1974[1]
- Jan Woleński, 1987, za książkę Filozoficzna szkoła lwowsko-warszawska
- Jerzy Kopania, 1990[2]
- Cezary Wodziński, 1994, za książkę Heidegger i problem zła[3]
- Jacek Jadacki, 1999, za książkę Orientacje i doktryny filozoficzne. Z dziejów myśli polskiej
- Robert Poczobut, 2001, za książkę Spór o zasadę niesprzeczności. Studium z zakresu filozoficznych podstaw logiki[4]
- Seweryn Blandzi, 2004, za książkę Platoński projekt filozofii pierwszej[5]
- Adam Grobler, 2007, za książkę Metodologia nauk[6]
- Tadeusz Szubka, 2010, za książkę Filozofia analityczna. Koncepcje, metody, ograniczenia[7]
- Marcin Miłkowski, 2013, za książkę Explaining the Computational Mind[8]